# Josef Jurkanin
Josef Jurkanin (* 5. března 1949) je bývalý český fotbalista, československý reprezentant, účastník mistrovství světa roku 1970 v Mexiku. Jeho bratr Zdeněk Jurkanin hrál ligu za Slávii.

## Fotbalová kariéra
V československé reprezentaci sehrál 12 zápasů a dal 2 góly. Ve své době byl označován za jednoho z největších talentů českého fotbalu, tato očekávání však spíše nenaplnil . Vrcholnou část své kariéry prožil ve Spartě Praha (1966–1975), s níž získal titul mistra (1967), dvakrát hrál čtvrtfinále Poháru mistrů evropských zemí (1966, 1968) a jednou semifinále Poháru vítězů pohárů (1973). Poté hrál ještě za Sklo Union Teplice (1975–1977) a Slavii Praha (1977–1979). V nižší soutěži hrál i za UD Příbram.

## Ligová bilance
| Ročník                                   | Zápasy | Góly | Minuty | Klub                  |
| ---------------------------------------- | ------ | ---- | ------ | --------------------- |
| 1. československá fotbalová liga 1966/67 | 20     | 6    | -      | Sparta Praha          |
| 1. československá fotbalová liga 1967/68 | 23     | 8    | -      | Sparta Praha          |
| 1. československá fotbalová liga 1968/69 | 23     | 2    | -      | Sparta Praha          |
| 1. československá fotbalová liga 1969/70 | 30     | 7    | -      | Sparta Praha          |
| 1. československá fotbalová liga 1970/71 | 30     | 4    | -      | Sparta Praha          |
| 1. československá fotbalová liga 1971/72 | 26     | 5    | -      | Sparta Praha          |
| 1. československá fotbalová liga 1972/73 | 20     | 7    | -      | Sparta Praha          |
| 1. československá fotbalová liga 1973/74 | 14     | 0    | -      | Sparta Praha          |
| 1. československá fotbalová liga 1974/75 | 24     | 4    | -      | Sparta Praha          |
| 1. československá fotbalová liga 1975/76 | 28     | 2    | -      | TJ Sklo Union Teplice |
| 1. československá fotbalová liga 1976/77 | 8      | 1    | -      | TJ Sklo Union Teplice |
| 1. československá fotbalová liga 1977/78 | 11     | 2    | 884    | Slavia Praha          |
| 1. československá fotbalová liga 1978/79 | 5      | 1    | 131    | Slavia Praha          |
| Česká národní fotbalová liga 1979/80     | -      | -    | -      | UD Příbram            |
| CELKEM 1. liga                           | 263    | 48   | 1015   |                       |